# Rand Araskog
Rand Vincent Araskog (* 31. Oktober 1931 in Fergus Falls, Minnesota; † 9. August 2021 in Palm Beach, Florida, Vereinigte Staaten) war ein amerikanischer Industriemanager. Von 1979 bis 1998 war er Vorstandsvorsitzender bzw. CEO des Mischkonzerns International Telephone & Telegraph Corporation (ITT) und hatte sowohl parallel, als auch im Anschluss an diese Zeit einen Sitz im Board of Directors zahlreicher Unternehmen aus unterschiedlichen Branchen.
Araskog konnte ITT in den 1980er Jahren zunächst stabilisieren, nachdem sie sich unter ihrem Präsidenten Harold Geneen durch mehrere hundert Übernahmen in ein schwer zu steuerndes Konglomerat aus Firmen ganz unterschiedlicher Branchen von Autovermietung bis Versicherungen verwandelt und in mehrere politische Skandale verwickelt worden war. In den 1990er Jahren spaltete er den Konzern schließlich in drei jeweils selbstständige Teilgesellschaften auf.

## Leben
Rand V. Araskog wuchs auf einer Farm als Sohn des Landwirts Randolph Victor Araskog (1901–1987) und seiner Frau Hilfred Mathilda geb. Swanson (1902–1992) auf. Seine Großeltern waren im vorangegangenen Jahrhundert aus Schweden eingewandert und führten ursprünglich den Namen Nilson. Nach ihrer Einwanderung wählten sie als neuen Familiennamen den Namen ihrer schwedischen Heimatregion.
Rand Araskog besuchte die High School, wo er sich am Debattierclub und im Team der Schülerzeitung beteiligte und angeblich auch in einer Reihe von Nebenjobs beschäftigt war, um sein Taschengeld aufzubessern. Anschließend wechselte er an die United States Military Academy in West Point, wo er ein Ingenieurstudium mit dem akademischen Grad als Bachelor (B.S.) abschließen konnte. In einem von ihm verfassten und in der amerikanischen Reader’s Digest im Dezember 1988 veröffentlichten Artikel ist zu lesen, dass er sich zu Anfang damit schwer getan habe, gerade auch an Weihnachten so weit weg von seiner Familie zu sein. Er dachte darüber nach, West Point zu verlassen und an eine Universität in Minnesota zu wechseln, bis ihn sein Vater besuchte, um ihm in der gemeinsamen Zeit Mut zu machen. Anschließend studierte er an der Graduate School of Arts and Sciences der Harvard University.
Als erste berufliche Station war er Direktionsassistent im Verteidigungsministerium der Vereinigten Staaten in Washington D.C. von 1954 bis 1959. Im Jahr 1960 verließ er das Ministerium und wechselte als Marketingdirektor in die Aeronautical Division bei Honeywell, Inc. in Minneapolis. Nach weiteren sechs Jahren wurde er Leiter der Gruppe Aerospace Electronics, Components and Energy und gleichzeitig Vizepräsident der von Harold Geneen geführten International Telephone & Telegraph. Nach dessen durch einen politischen Skandal erzwungenen Wechsel in den Aufsichtsrat im Jahr 1978 führte Lyman C. Hamilton das Unternehmen, konnte sich aber nicht lange halten. Rand Araskog trat nach 18 Monaten im Jahr 1979 seine Nachfolge an der Spitze des Unternehmens an. Er verfolgte nach einer langen Phase sehr aggressiver Zukäufe und Expansion unter Geneen, vor allem eine Politik der Stabilisierung und Konsolidierung des in sehr unterschiedlichen Branchen extrem diversifizierten Mischkonzerns. Im Jahr 1995 teilte er ITT in drei separate, jeweils börsennotierte Unternehmen auf: ITT Destinations, ITT Hartford Group und ITT Industries.
In Deutschland wurde Anfang der 1980er Jahre unter seiner Führung die Elektroniktochter Standard Elektrik Lorenz (SEL) aus Stuttgart zunächst reorganisiert. Nach einem 1985 sehr teuer gescheiterten Versuch, mit dem stark auf Europa konzentrierten ITT-Bereich für Nachrichtentechnik auch auf den von AT&T beherrschten Heimatmarkt in den Vereinigten Staaten vorzudringen und in der Erkenntnis mit SEL auf Dauer nicht aus dem Schatten der deutschen Marktführerin Siemens treten zu können, leitete er den Rückzug seines Unternehmens aus dem Telekommunikationsgeschäft ein. Durch Zusammenlegung mit der Nachrichtentechnik der französischen Compagnie générale d'électricité (CGE) im Jahr 1986 entstand Alcatel N.V.
Ab März 2004 war er Mitglied des Verwaltungsrats bei ArcelorMittal USA, ab 2005 bei Cablevision Systems Corporation und als unabhängiges Mitglied auch bei CSC Holdings, LLC. Zwischenzeitlich hatte er diese Position bei Alcatel-Lucent, Shell Oil Company, Dow Jones & Company und Rayonier Inc. Ab März 1998 war er privater Investor und Principal bei RVA Investments.

## Ehrungen und Auszeichnungen
Im Jahr 1987 wurde er zum Offizier der französischen Ehrenlegion ernannt. Darüber hinaus verlieh ihm 1991 der italienische Präsident den Verdienstorden der Italienischen Republik und der Staatspräsident von Chile den Orden Bernardo O’Higgins. Die private Hofstra University in Hempstead verlieh ihm die Ehrendoktorwürde.

## Familie
Rand Vincent Araskog war ab 1956 mit Jessie Marie Gustafson verheiratet und Vater von drei Kindern, zwei Töchtern und ein Sohn.

## Veröffentlichungen
Neben zahlreichen Artikeln die über die Jahre in verschiedenen Zeitschriften veröffentlicht worden sind, verfasste er folgende Bücher:
- mit James L. Bikoff: Toward the Year 2000. ITT Corporation. New York 1987
- Dawn Raiders and White Knights: The Inside Story of a Corporation Under Siege. HarperCollins, New York 1989, ISBN 1-853-36160-7
- The ITT Wars: An Insider's View of Hostile Takeovers. Beard Books, New York 2000, ISBN 1-89312-238-7